# Trichobius furmani
Trichobius furmani är en tvåvingeart som beskrevs av Wenzel 1966. Trichobius furmani ingår i släktet Trichobius och familjen lusflugor. Inga underarter finns listade i Catalogue of Life.